# Ballater
Ballater (in gaelico scozzese Bealadair) è un burgh di oltre 1.500 abitanti della Scozia orientale, facente parte dell'area amministrativa dell'Aberdeenshire; si trova sul fiume Dee, immediatamente a est dei Monti Cairngorm. Trovandosi a un'altezza di 213 metri s.l.m., Ballater è un centro famoso per l'escursionismo ed è conosciuto per le sue sorgenti, che in passato si diceva curassero l'adenite tubercolare.

## Storia
Lo sviluppo medievale intorno al fiume Dee fu influenzato dagli antichi tracciati attraverso i Monti Grampiani, che determinarono posizioni strategiche di castelli e altri insediamenti abitati lungo il Dee.

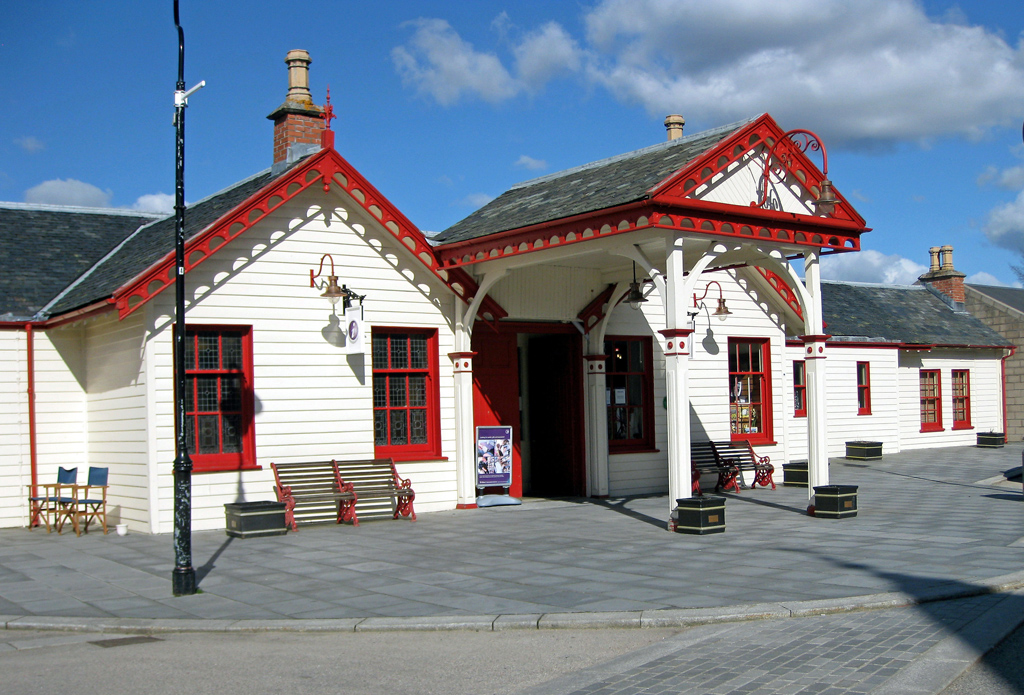
La vecchia stazione ferroviaria oggi utilizzata come centro visitatori e centro espositivo.

All'inizio del XIV secolo l'area fu parte delle terre dei Cavalieri dell'Ordine di San Giovanni, ma l'insediamento non si sviluppò fino circa al 1770; in origine funse da centro termale per ospitare i visitatori del Pananich Mineral Well, in seguito il centro fu visitato da molti turisti che potevano godere delle facili vie di accesso, dato l'arrivo della ferrovia nel 1866.
La stazione ferroviaria di Ballater fu chiusa nel 1966, ma rimane in uso come centro visitatori con esposizioni che ricordano il collegamento del villaggio con la famiglia reale britannica. Molti edifici risalgono all'età vittoriana e il centro del villaggio risulta essere un'area protetta. La vecchia stazione/centro visitatori fu gravemente danneggiata da un incendio nel maggio 2015, e da allora è chiusa.

## Legame reale
Il Castello di Balmoral, dove la famiglia reale britannica trascorre le vacanze, sorge a circa 12 km a ovest di Ballater, e sin dai tempi della Regina Vittoria, i reali hanno spesso visitato il villaggio. Birkhall si trova a circa 2 km a sud-ovest di Ballater. Le Victoria Barracks sono utilizzate dalla Guardia reale del castello.
I negozi locali godettero per decenni delle Royal Warrants (autorizzazioni reali). Cinque anni dopo la morte della Regina Madre, che le aveva create, le autorizzazioni giunsero a scadenza e, nonostante il disappunto dei locali e specialmente dei negozianti, furono rimosse. Diversi negozi espongono tuttora gli stemmi che contraddistinguono le autorizzazioni reali.

## Geografia fisica

### Clima
Una stazione meteorologica del Met Office raccoglie i dati sul clima a Balmoral, che si trova a pochi chilometri a ovest di Ballater. Come il resto della Scozia e delle isole britanniche, Ballater gode di un clima oceanico con estati fresche e inverni miti. La sua posizione più elevata significa che le temperature durante tutto l'anno sono più fresche rispetto alle regioni meno elevate, e le nevicate sono abbondanti durante i mesi invernali.
| Balmoral           | Mesi | Mesi | Mesi | Mesi | Mesi | Mesi | Mesi | Mesi | Mesi | Mesi | Mesi | Mesi | Stagioni | Stagioni | Stagioni | Stagioni | Anno |
| Balmoral           | Gen  | Feb  | Mar  | Apr  | Mag  | Giu  | Lug  | Ago  | Set  | Ott  | Nov  | Dic  | Inv      | Pri      | Est      | Aut      | Anno |
| ------------------ | ---- | ---- | ---- | ---- | ---- | ---- | ---- | ---- | ---- | ---- | ---- | ---- | -------- | -------- | -------- | -------- | ---- |
| T. max. media (°C) | 4,6  | 5,0  | 7,0  | 9,6  | 13,1 | 15,8 | 18,2 | 17,5 | 14,1 | 10,7 | 7,0  | 5,2  | 4,9      | 9,9      | 17,2     | 10,6     | 10,7 |
| T. min. media (°C) | −2,0 | −1,9 | −0,3 | 0,8  | 3,2  | 6,2  | 8,3  | 7,8  | 5,9  | 3,2  | 0,2  | −1,3 | −1,7     | 1,2      | 7,4      | 3,1      | 2,5  |

## Attrazioni
Ballater è una meta popolare per il turismo nel Royal Deeside, in quanto si trova vicino ai monti Cairngorm e al Castello di Balmoral. Nel villaggio vi sono due punti per il noleggio delle biciclette.
La vecchia stazione ferroviaria, che contiene la sala d'attesa della Regina Vittoria, è oggi un centro visitatori che mette in mostra anche una replica di una carrozza reale. Il Castello di Balmoral si trova a dieci minuti d'auto da Ballater.
Vi sono numerosi itinerari escursionistici che partono dal villaggio; per i principianti, c'è il Craigendarroch, una piccola collina situata presso Ballater. A circa 12 km a sud-ovest di Ballater si trova il Loch Muick: da qui gli escursionisti possono raggiungere il Lochnagar, montagna che sovrasta la zona. A Ballater si trovano anche numerosi itinerari complessi a causa dell'abbondante presenza dei munro.
Il fiume Dee scorre attraverso Ballater, ed è famoso per la pesca ai salmoni.
Tra gli eventi che si svolgono nel villaggio vi sono:
- Il Ballater Walking Festival, che ogni maggio attira numerosi escursionisti di tutti i livelli.[4] I partecipanti vengono guidati attraverso colline e valli dei Cairngorms orientali.
- Il Ballater Boules Challenge, a domeniche alternate da novembre a marzo di ogni anno; consiste in sport alternativi quando il clima non è sufficientemente freddo per praticare il gioco tradizionale del curling.[5]
- Victoria Week, che si tiene ogni anno in agosto, è una celebrazione del legame di Ballater con la Regina Vittoria e con il Castello di Balmoral.[6]

Il villaggio ha il proprio giornale on-line tongue-in-cheek, il Ballater Bugle.
Di recente, cinque residenti di Ballater hanno ricostituito una cabina di chiamata a "The Automobile Association", presso la stazione ferroviaria di Cambus O'May, che risulta essere una delle 8 o 10 postazioni esistenti in Gran Bretagna.

## Infrastrutture e trasporti
Esiste una stazione di autobus situata presso il centro del villaggio, con un servizio di trasporto pubblico ogni ora verso la stazione degli autobus di Union Square ad Aberdeen.